# Hieracium candidum
Hieracium candidum es una especie de planta con flor del género Hieracium, de la familia Asteraceae, orden Asterales.

## Distribución
Hieracium candidum se distribuye por Francia, Andorra y España.

## Taxonomía
Fue descrita científicamente por Scheele. Fue publicada en Linnaea 32: 673 (1864).